# Vsftpd
vsftpd（very secure FTP daemon，意為非常安全的FTP守护进程）是一个类Unix系统以及Linux上的FTP服务器軟件。它是Ubuntu、CentOS、Fedora、NimbleX、Slackware和Red Hat Enterprise Linux等Linux发行版的默认FTP服务器軟件。它采用GNU通用公共许可证授权，並支持IPv6、TLS和FTPS。